# Västra Pärongrundet
Västra Pärongrundet är en ö i Finland.   Den ligger i kommunen Kyrkslätt i den ekonomiska regionen  Helsingfors  och landskapet Nyland, i den södra delen av landet, 40 km sydväst om huvudstaden Helsingfors.